# 대성초등학교 (충북)
대성초등학교(大聖初等學校)는 대한민국 충청북도 옥천군에 있었던 공립 초등학교이다. 2014년 3월 1일 폐교되었다.

## 학교 연혁
- 1946년 10월 15일: 대성국민학교 개교
- 1952년 3월 27일: 본교 제1회 졸업식
- 1984년 3월 1일: 독서 시범학교 운영 (군지정)[84-85년]
- 1993년 3월 1일: 옥천군 지정 토의식 수업 시범학교 운영
- 1996년 3월 1일: 대성초등학교로 개칭
- 1996년 3월 1일: 도지정 교단선진화 자율시범학교 운영
- 2011년 3월 1일: 충청북도교육청지정 방과후시범학교 운영(2011.03.01~2012.02.29)
- 2012년 9월 1일: 제27대 정동현 교장 부임
- 2013년 2월 20일: 제62회 졸업식 (10명 졸업, 3,151명)
- 2014년 3월 1일: 폐교

## 역대 교장
- 1대: 서정규 (1946.09.01 ∼ 1949.08.30)
- 2대: 이종달 (1949.09.01 ∼ 1954.06.15)
- 3대: 한우영 (1954.06.16 ∼ 1958.05.01)
- 4대: 전명홍 (1958.05.02 ∼ 1960.06.30)
- 5대: 최동근 (1960.07.01 ∼ 1966.02.28)
- 6대: 김형찬 (1966.03.01 ∼ 1967.02.28)
- 7대: 오재상 (1967.03.01 ∼ 1968.08.31)
- 8대: 원도희 (1968.09.01 ∼ 1969.09.30)
- 9대: 정구창 (1969.10.01 ∼ 1971.02.28)
- 10대: 오한석 (1971.03.01 ∼ 1972.02.28)
- 11대: 김명수 (1972.03.01 ∼ 1974.02.28)
- 12대: 이병희 (1974.03.01 ∼ 1976.02.28)
- 13대: 이종현 (1976.03.01 ∼ 1981.02.28)
- 14대: 신문식 (1981.03.01 ∼ 1983.02.28)
- 15대: 정환수 (1983.03.01 ∼ 1988.02.28)
- 16대: 김해용 (1988.03.01 ∼ 1990.08.30)
- 17대: 정진혁 (1990.09.01 ∼ 1994.08.30)
- 18대: 남중규 (1994.09.01 ∼ 1996.08.31)
- 19대: 심만섭 (1996.09.01 ∼ 1999.02.28)
- 20대: 이관구 (1999.03.01 ∼ 2000.08.31)
- 21대: 김동열 (2000.09.01 ∼ 2004.08.31)
- 22대: 이선득 (2004.09.01 ∼ 2005.08.31)
- 23대: 진기환 (2005.09.01 ∼ 2006.08.31)
- 24대: 손경호 (2006.09.01 ∼ 2008.03.31)
- 25대: 김현용 (2008.04.01 ∼ 2011.02.28)
- 26대: 이찬구 (2011.03.01 ∼ 2012.08.31)
- 27대: 정동현 (2012.09.01 ∼ 2014.02.28)

## 참고 자료
- 대성초등학교 - 한국교육학술정보원 학교알리미